# YUKI concert tour “SOUNDS OF TWENTY” 2022 日本武道館
『YUKI concert tour“SOUNDS OF TWENTY”2022 日本武道館』は2023年7月19日にリリースされたYUKIのライブ・ビデオ。
（補足 : 本ツアーでは新型コロナウイルス拡大の影響で観客の声出しは禁止されていた（大阪城ホール以降は一部解禁））
また、2023年7月21日および22日に新宿ピカデリーやなんばパークスシネマなどの全国80ヶ所の映画館で<You ain't seen nothing yet>と称し、当ライブ映像の上映会が行われた。

## 概要
YUKIのソロデビュー20周年を記念し、開催したツアー『YUKI concert tour“SOUNDS OF TWENTY”20212 』全26公演（ホール20公演+アリーナ6公演）の中から、2022年12月6日日本武道館 公演での模様を完全映像化。
演出は過去のライブの演出のオマージュを中心としている。
また、ホール公演とアリーナ公演の間でYUKIのEP"Bump & Grind"がリリースされたのもあり、衣装や演出、セットリストなどはホール公演とアリーナ公演で異なる。

## 収録曲
【LIVE】

Disc 1(DVD・BD)
1. Sweet Home Rock'n Roll SO20
2. Good Times
3. the end of shite
4. My Vision
5. 鳴いてる怪獣
6. ロックンロールスター
7. JOY
8. 長い夢
9. プリズム
10. COSMIC BOX
11. 星屑サンセット
12. メランコリニスタ
13. STAY GOLD
14. 誰でもロンリー ~overlap~プレイボール/トロイメライ/世界はただ、輝いて
15. マイ・プライヴェート・アイダホ
16. ひみつ
17. Baby, it's you
18. Oh!ベンガル・ガール
19. Hello! 2022 ver.
20. 恋愛模様
21. レディ・エレクトリック
22. ハミングバード
23. ポストに声を投げ入れて
24. 坂道のメロディ
25. ランデヴー
26. WAGON
27. フラッグを立てろ
28. 鳴り響く限り

 【EXTRA】

Disc 2(DVD・BD)
1. DOCUMENT of YUKI concert tour “SOUNDS OF TWENTY” 2022
誰でもロンリー ～overlap～ ふがいないや / tonight / ドラマチック (11月27日 大阪城ホール)
2. 誰でもロンリー ～overlap～ ビスケット / キスをしようよ / ハローグッバイ (12月5日 日本武道館)
3. 2人のストーリー (12月5日 日本武道館)
4. 聞き間違い (12月5日 日本武道館)
5. PROJECTION

- - Sweet Home Rock'n Roll SO20
  - JOY
  - メランコリニスタ
  - STAY GOLD
  - Hello! 2022 ver.
  - 星屑サンセット 2022 ver.

【DVD・BD 初回付属CD(ライブ音源)】
Disc 3(CD)
1. Good Times
2. the end of shite
3. My Vision
4. 鳴いてる怪獣
5. ロックンロールスター
6. JOY
7. 長い夢
8. プリズム
9. COSMIC BOX
10. 星屑サンセット
11. メランコリニスタ
12. 誰でもロンリー~overlap~/プレイボール/トロイメライ/世界はただ、輝いて
13. マイ・プライヴェート・アイダホ

Disc 4(CD)
1. ひみつ
2. Baby, it's you
3. Oh!ベンガル・ガール
4. Hello! 2022 ver.
5. 恋愛模様
6. レディ・エレクトリック
7. ハミングバード
8. ポストに声を投げ入れて
9. 坂道のメロディ
10. ランデヴー
11. WAGON
12. フラッグを立てろ
13. 鳴り響く限り

## ツアー日程
日程
＜HALL＞
- 6月18日（土）埼玉県　戸田市文化会館
- 6月19日（日）埼玉県　戸田市文化会館
- 6月24日（金）千葉県　市川市文化会館
- 6月25日（土）千葉県　市川市文化会館
- 7月02日（土）広島県　広島文化学園HBGホール
- 7月03日（日）山口県　周南市文化会館
- 7月16日（土）滋賀県　滋賀県立芸術劇場 びわ湖ホール
- 7月17日（日）滋賀県　滋賀県立芸術劇場 びわ湖ホール
- 7月23日（土）宮城県　仙台サンプラザホール
- 7月24日（日）宮城県　仙台サンプラザホール
- 8月11日（木）高知県　高知県立県民文化ホール オレンジホール
- 8月13日（土）岡山県　倉敷市民会館
- 8月19日（金）新潟県　新潟県民会館
- 8月20日（土）新潟県　新潟県民会館
- 9月03日（土）愛知県　名古屋国際会議場センチュリーホール
- 9月04日（日）愛知県　名古屋国際会議場センチュリーホール
- 9月10日（土）福岡県　福岡サンパレス ホテル&ホール
- 9月11日（日）福岡県　福岡サンパレス ホテル&ホール
- 9月18日（日）北海道　カナモトホール（札幌市民ホール）
- 9月19日（月）北海道　カナモトホール（札幌市民ホール）

＜ARENA＞
- 11月05日（土）千葉県　幕張イベントホール
- 11月06日（日）千葉県　幕張イベントホール
- 11月26日（土）大阪府　大阪城ホール
- 11月27日（日）大阪府　大阪城ホール
- 12月05日（月）東京都　日本武道館
- 12月06日（火）東京都　日本武道館